# Крестный ход в Хваре

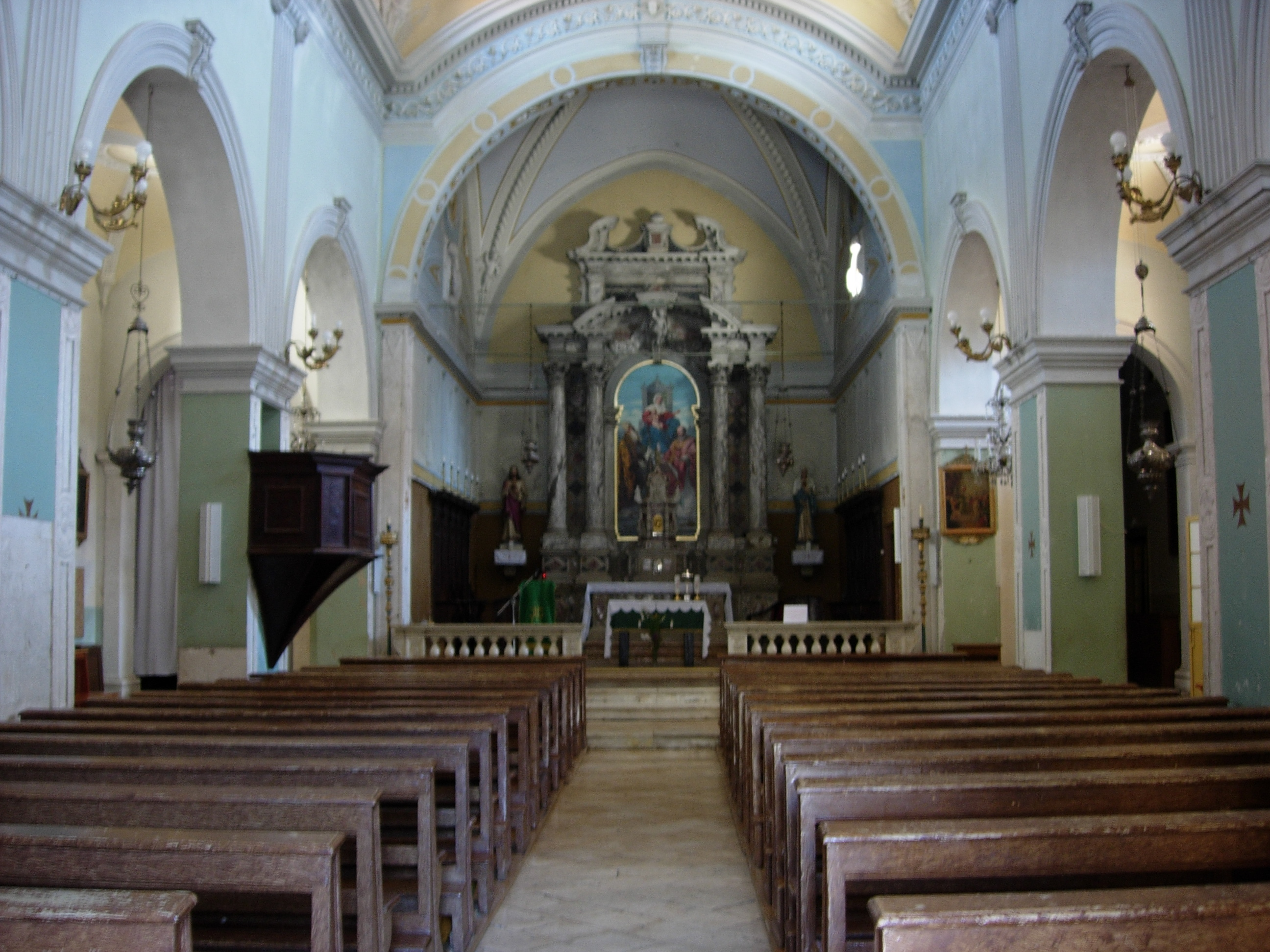
Алтарь храма Хвара, где хранится распятие Святого Креста

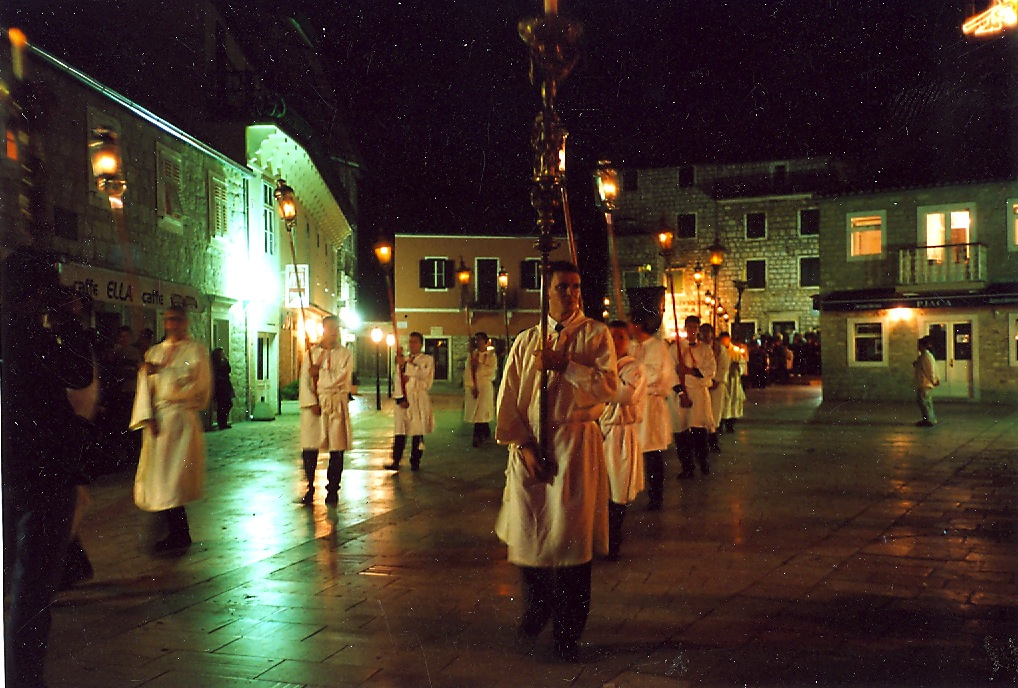
Крестный ход

Крестный ход в Хваре (хорв. Za križen) — название традиционной ночной процессии, которая уже несколько веков организовывается каждый четверг на острове Хвар
Крестный ход — это уникальный обряд особого благочестия и выражение религиозно-культурной самобытности жителей центральной части острова Хвар, продолжается в течение пяти веков в непрерывной последовательности. Он исключителен как по своей продолжительности (25 километров проходит за 8 часов), так и по своему содержанию, его готовят и проводят братства или общества римо-католиков. Основой процессии является Плач Богоматери, текст XV века, который поют избранные певцы, кантадуры в форме музыкального диалога.

## Описание
Крестный ход ежегодно начинается в 22 часа, шесть ходов стартуют одновременно с шести приходских церквей острова, в местах Врбань, Vrboska, Jelsa, Pitve, Vrisnik и Svirče. Каждая процессия двигается по большом кругу, чтобы вернуться к своей исходной точке в 7 утра.
Каждую процессию ведет крестоносец, несущий крест. Роль крестоносца предполагает чрезвычайно высокую честь на острове, поэтому она уже определена более чем на 20 лет. Крестоносец сопровождается помощником, двумя сопровождающими, которые несут большие подсвечники, двумя певцами и несколькими респондентами, которые поют Плач Богоматери. Все они одеты в официальную одежду — белые братские туники. Самая большая — Ельзанская, состоящая из более тысячи паломников. Ельзанская процессия имеет также особый обычай — крестоносец пробегает последние 100 метров.
Пройдя через каждое из 6 мест, охваченных процессией, участники процессии демонстрируют свое благочестие во всех церквях по пути. Священник каждой из церквей благословляет крестоносца и ободряет его, певцы поют Плач Богоматери и процессия продолжается. Процессии не пересекаются; и чтобы не встретиться, тщательно координируется движение каждой из процессий.
По пути паломники молятся и поют, и особенно впечатляет пение Плача Богоматери в первоначальном виде. В Страстную пятницу эти шесть деревень отдыхают, пока благочестивые люди не отойдут от утомительной ночи. Только в послеполуденные часы деревни оживают — местные жители отправляются участвовать в богослужении Страстной недели.

## История процессии
Крестный ход связан с распятием Святого Креста, которое датируется 1510 годом. Хранится распятие в храме Хвара. По записям в архивах, в 1510 Крест хранился в доме Николая Бевилаке. Во время смуты между простолюдинами и знатью 6 февраля 1510 г.. Крест закровил. С этого момента начинается поклонения кресту в Хваре.
Первое письменное упоминание о процессии датируется 16 февраля 1658 года.
В 2009 году традиция Крестного хода была внесена в Список нематериального культурного наследия ЮНЕСКО..